# 美麗突額隆頭魚
美麗突額隆頭魚（學名：Semicossyphus pulcher）是東太平洋特有的一種隆頭魚科魚類，分布于美国加利福尼亞州的蒙特利灣至墨西哥的加利福尼亞灣。美丽突额隆头鱼为日行性肉食鱼类，主要猎物为各种底栖无脊椎动物。其和其他隆头鱼科物种一样是雌性先熟顺序性雌雄同体，即所有鱼出生时均为雌性，后可能转变为雄性。此外，该鱼也可食用。

## 物种命名
美丽突额隆头鱼的属名 Semicossyphus 由拉丁語的 semi（一半的）與古希臘語的 （kóssuphos，指隆頭魚，亦可指烏鶇）組成。种加词 pulcher 则是法语中“美丽”的意思。

## 生理特徵

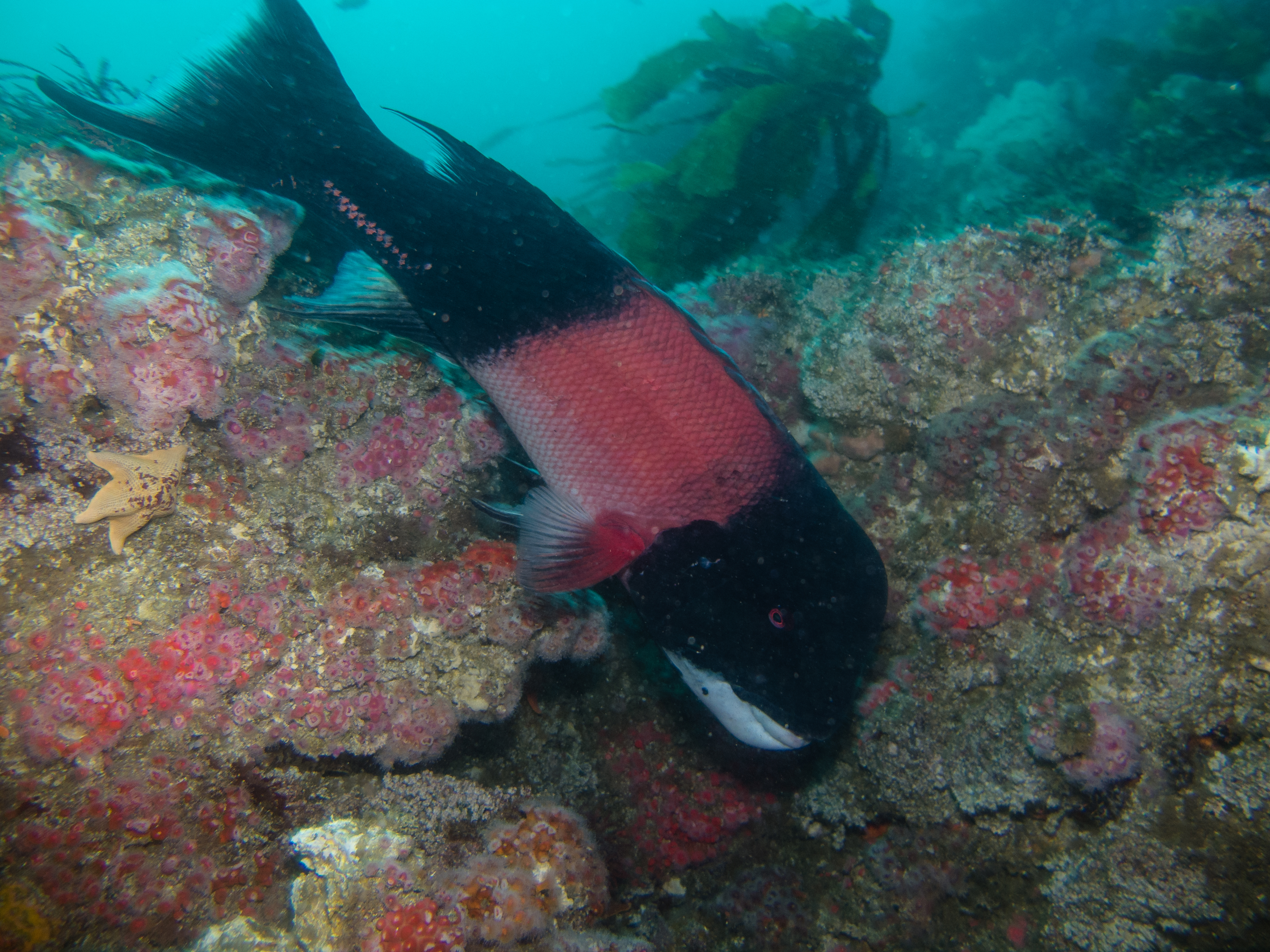
海峡群岛国立海洋保护区内的一条美丽突额隆头鱼

美丽突额隆头鱼的两性外貌差异明显：雄鱼体型较大，头部和尾鳍为黑色，上腹部橘红色，眼红色，前额有肉垂；雌鱼的额头则为暗粉红色，下腹部白色。雌雄个体均有白色的下颚以及相当锋利的牙齿，因此可对潜水员造成重伤。此外，美丽突额隆头鱼的喉骨演化成板状以碾碎猎物的硬壳。

## 生态

### 栖息地
美丽突额隆头鱼常出没于海藻林和珊瑚礁内，且大部分时间活跃于岩礁之上。每条美丽突额隆头鱼均有明确的领域，且鲜少离开自己的领域。虽然其领域较小，但其一般能在自己的领域内获取足够的食物。该种鱼的活动范围形状因海域地形有很大差异。

### 捕食

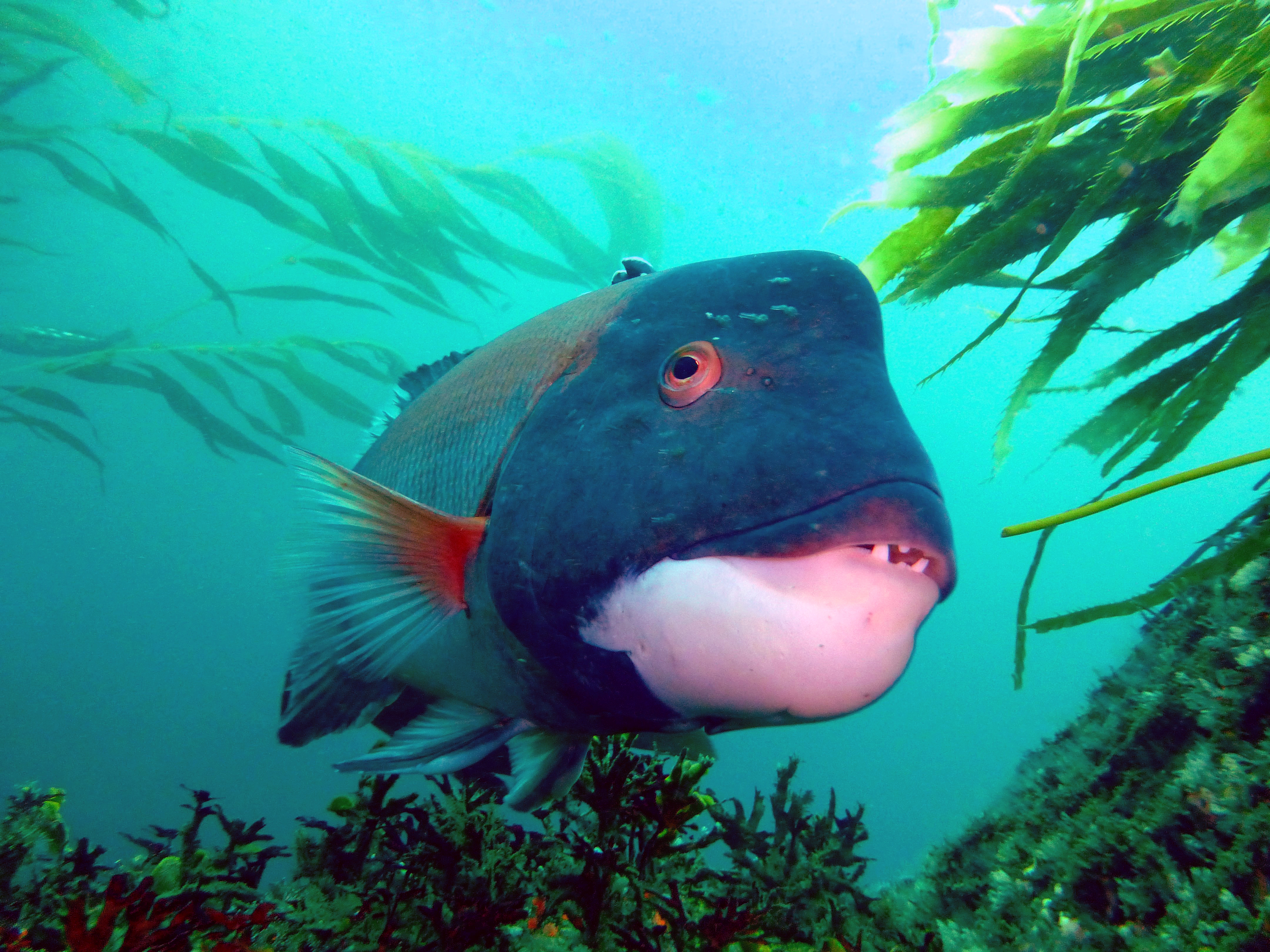
一条生活于海藻林的美丽突额隆头鱼，注意其拥有锋利的牙齿

美丽突额隆头鱼为日行性肉食鱼类，主要在海床附近寻找猎物。和其他大型温水隆头鱼一样，美丽突额隆头鱼主要以底栖无脊椎动物为食，主要猎物包括海胆、龙虾、螃蟹和各类软体动物。由于该鱼主要以海胆为食，其在海藻林生态环境中是基石物种。在主要猎物数量不足时美丽突额隆头鱼也会捕食其他猎物，但捕食不同猎物的个体在发育上会有所差异。举例来说，主要以藤壶、苔藓虫和双壳纲动物为食的个体比以海胆和龙虾为食的个体更早成熟，但成年后的体长也会更短。美丽突额隆头鱼可能会成群或单独狩猎，且较大的个体更偏好有硬壳的猎物。

### 防御天敌
美丽突额隆头鱼在其皮肤受伤时会释放出一系列化合物以警告附近有活跃的捕食者。除同种鱼类外，其他物种也有可能感受到这一信号。然而，由于美丽突额隆头鱼在被寄生虫或是病原体感染导致皮肤受损时亦有可能会释放这些化合物，该预警信号的可靠性并不高。

### 习性
美丽突额隆头鱼的生物钟受光线强度影响。同其他日行性鱼类一样，其每天两次往返于自己的庇护所和捕猎地之间，而繁殖期的个体则可能会花额外的时间前往繁殖地。这一复杂的昼夜垂直迁移一方面是为了最大化捕猎和交配的机会，另一方面还能同时降低遭遇捕食者的概率。举例来说，美丽突额隆头鱼在日落后10－15分钟后鲜少在礁石顶部活动，而这一时间点正是许多大型夜行性掠食者开始活跃的时间。不同大小和性别的个体亦会有不同的迁移习性。例如，成年雄鱼比起雌鱼更可能留在自己的巢穴附近，但会比雌性有更大的领域。

### 生命週期
美丽突额隆头鱼的繁殖季为每年8月至10月。在繁殖季，雄鱼会扩大自己的活动范围以寻找洒下精子的机会，且会每日前往较深的水域，在日落前返回。然而，雌鱼并不会在繁殖季改变自己的活动范围。此外，在繁殖季雄鱼的领域意识会大幅增强。美丽突额隆头鱼为一夫多妻制物种，即一条成年雄鱼会拥有多个配偶。
和其他同科鱼类一样，美丽突额隆头鱼为雌性先熟顺序性雌雄同体生物，也就是说所有个体在出生时均为雌性，在性成熟一段时间后变为雄性。雄鱼洒下的精子可以同时授精多条雌鱼的卵子，因此强大的个体转变为雄性更有利于传播基因。当个体足够大时，其生殖腺便会逐渐开始从雌性转变为雄性，退化卵巢并长出睾丸。其体内的性激素亦会发生变化。这一过程可能会持续两周至数月。各海域个体性成熟以及变化性别的时间点差异较大。例如圣尼古拉斯岛附近海域的美丽突额隆头鱼在5－6岁时性成熟，而在13－14岁时的冬季逐渐转变为雄性；而墨西哥瓜达卢普岛附近的个体在3－4岁时就已性成熟，5－6岁时变为雄性。有研究认为这可能是因为不同海域的水温不同，个体的成长速度有所差异 。其性成熟的体长中位数为20－30厘米，而转变性别时则是25－35厘米。有研究认为，由于雄性能比雌性更占优势，这种性别变化是为了让更大的个体能更好的传播自己的基因。如果种群中存在攻击性强烈的雄鱼，正在转变性别的个体会暂停该过程。与之相对的，种群内的主导雄性消失会触发雌鱼的性别转变过程。
目前美丽突额隆头鱼的最高寿命尚有争议。有1970年代的研究认为美丽突额隆头鱼的寿命至少50岁，但对未经过商业捕捞的种群的采样调查发现其中最年老的个体仅有21岁。

## 经济利用

墨西哥恩森那达鱼市上的一条美丽突额隆头鱼

人类最迟在19世纪后期就已开始商业捕捞美丽突额隆头鱼。捕获量在1928年到达巅峰。当时美丽突额隆头鱼在渔港附近尚有充沛的种群，是较易捕获的食用鱼之一:16。自1940年代至1980年代，市场上对该鱼的需求不大，捕获量也因此较低:6。而从1980年代起，市场上对该鱼的需求上升，其中大部分渔获均作为食材供应给亚洲海鲜餐厅。这些餐厅会购买较小的活鱼并将其作为新鲜食材饲养于鱼缸中。由于市场上对活鱼的需求量较高，渔民主要用鱼叉、钓竿、鱼梁等较传统的方式捕捞该鱼以将其活捉。

### 烹饪
美丽突额隆头鱼在许多食谱和烹饪指南上被记载为“羊头鱼”（Sheephead），而当地华人则将该鱼和其他几种红色的隆头鱼和石斑鱼通称为“红衣”，各种烹调皆宜。

### 保护措施
受过度捕捞影响，美丽突额隆头鱼的种群数量正在下降。自2001年起，加利福尼亚州规定商业捕鱼船须放生短于13英寸（约合33厘米）的个体，而游钓者则每次仅限捕获5条。2002年，加利福尼亚州禁止每年3－4月该州圣巴巴拉县概念角以北的海域捕捞美丽突额隆头鱼，而概念角以南的禁渔期则为1－2月。